# Museu de Belas-Artes de Nancy
O Museu de Belas Artes de Nancy, criado em 16 de maio de 1793, é um dos museus mais antigos da França. Instalado inicialmente na capela da Visitação, foi rapidamente transferido para a Praça Stanislas de Nancy, para um dos quatro grandes pavilhões que cercam a praça, criado em 1755 pelo duque da Lorena Stanislaus Leszczynski, localizado entre a fonte monumental de Neptuno e a entrada da rua Stanislas, na antiga cidade de Nancy.
Dispõe de uma importante coleção de desenhos e pinturas. Alguns dos pintores cujos trabalhos estão incluídos nas coleções deste museu são Perugino, Tintoretto, Jan Brueghel, o Jovem, Caravaggio, Georges de La Tour, Charles Le Brun, José de Ribera, Rubens, Claude Gellée (conhecido popularmente como Le Lorrain e como Claude), Luca Giordano, François Boucher, Eugène Delacroix, Édouard Manet, Claude Monet, Paul Signac, Amedeo Modigliani, Pablo Picasso e Raoul Dufy.

## Galeria

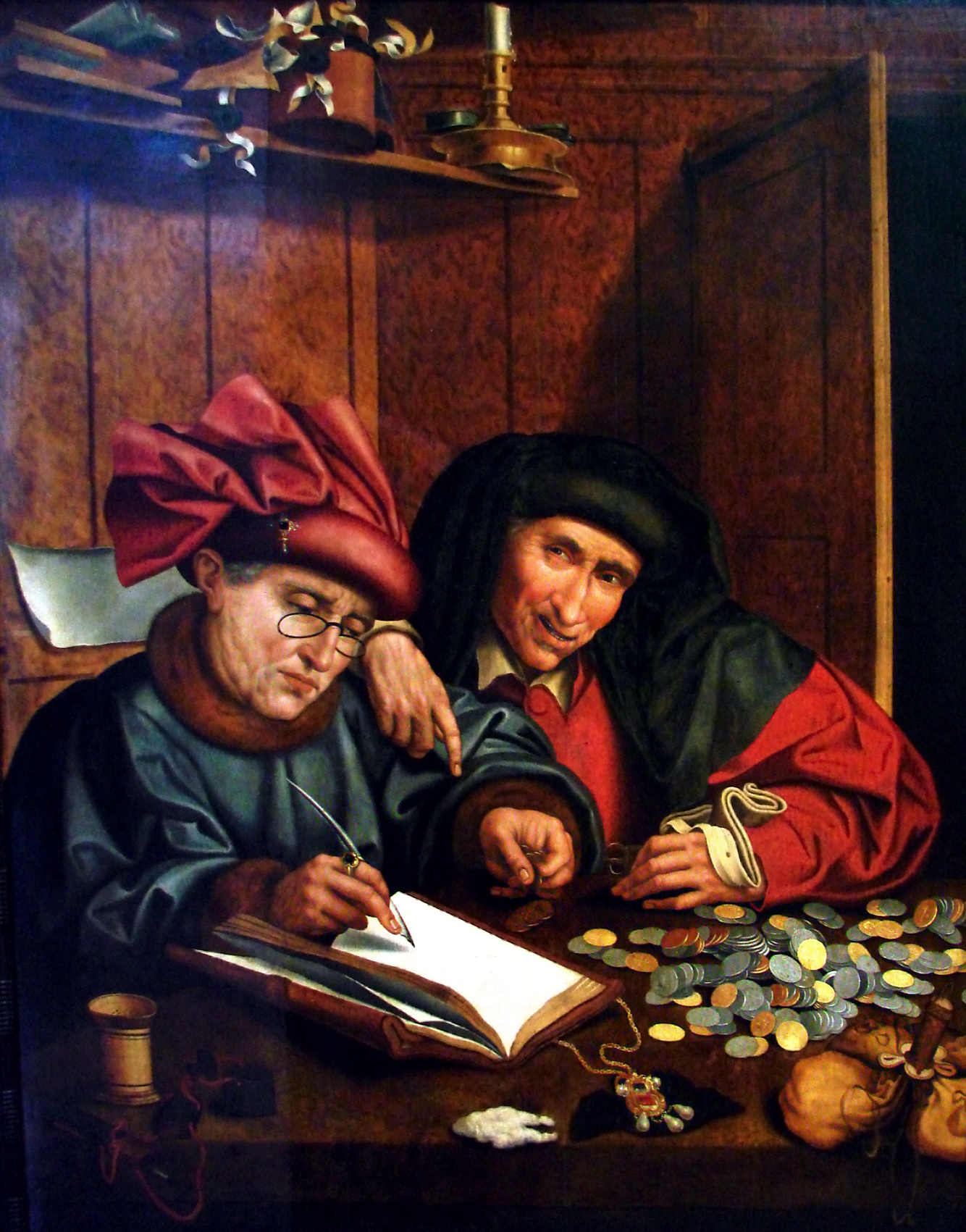
Les compteurs d'argent (1575-1600)
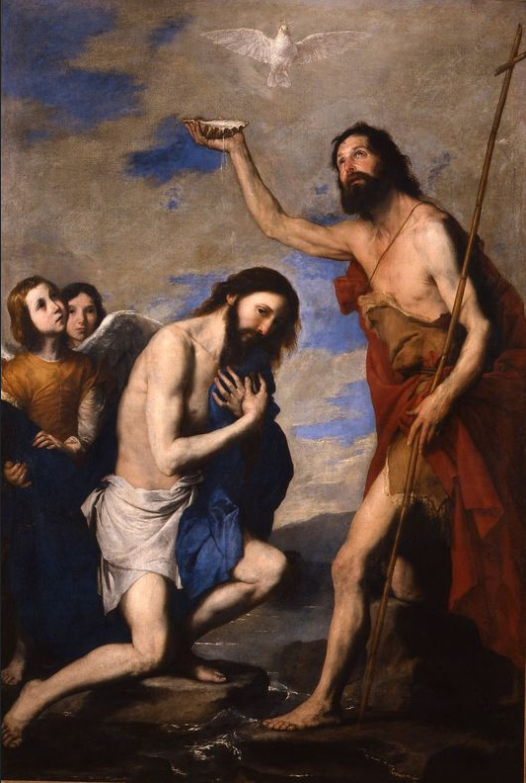
José de Ribera (1591-1652)
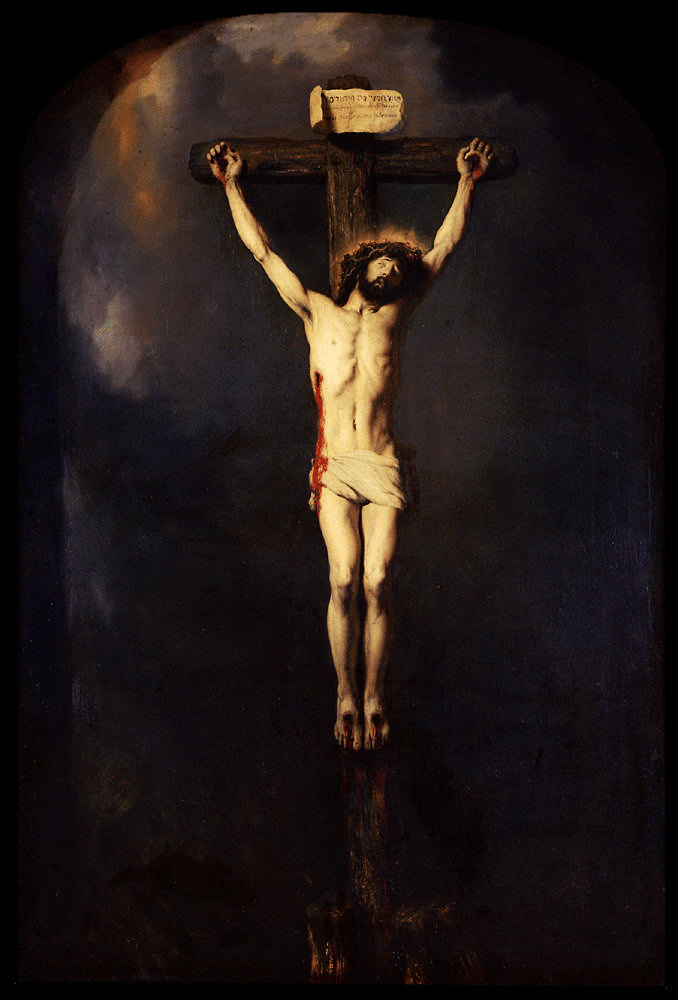
Jan Lievens (1607-1674)
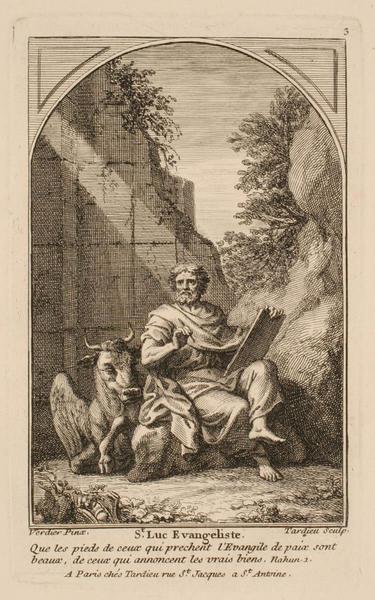
Saint Luc.  Gravura de Nicolas-Henri Tardieu baseada no desenho de François-Alexandre Verdier
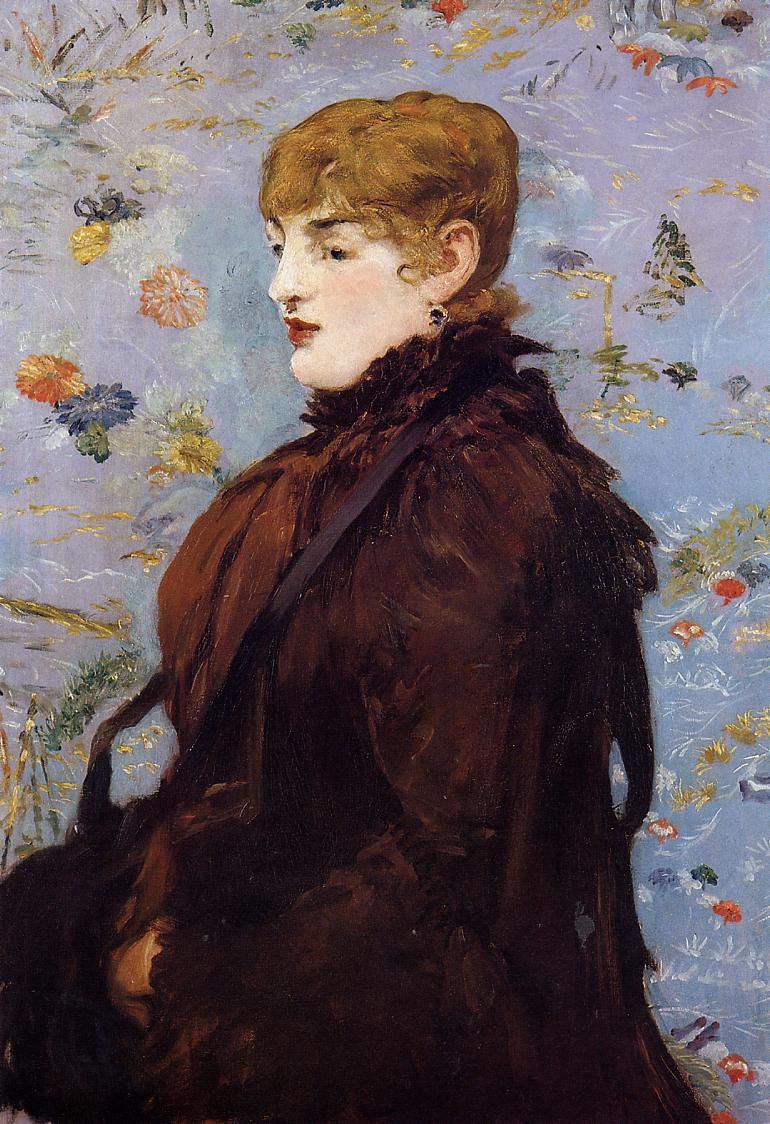
Édouard Manet (1832-1883)
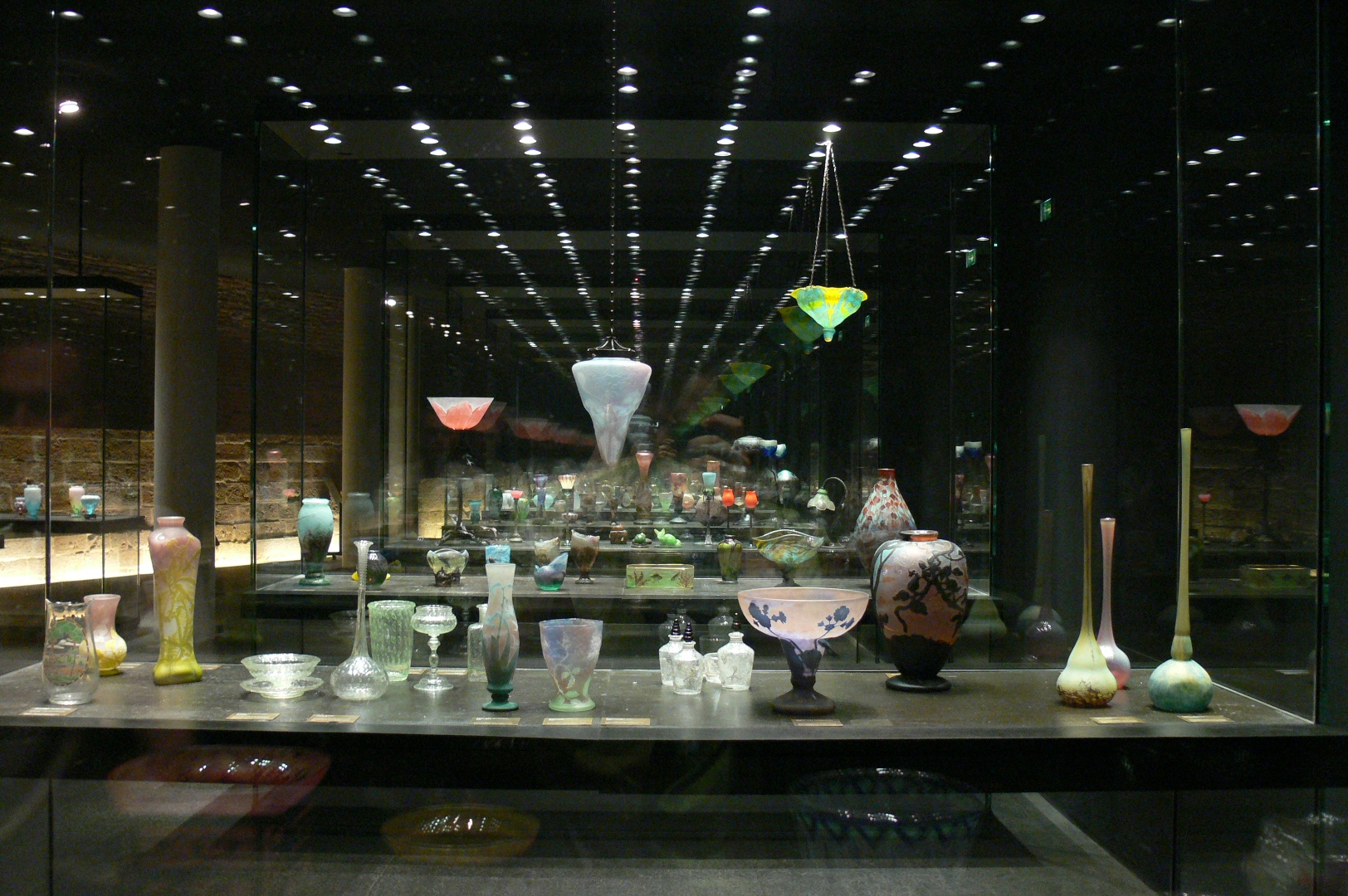
Daum Trabalho em vidro
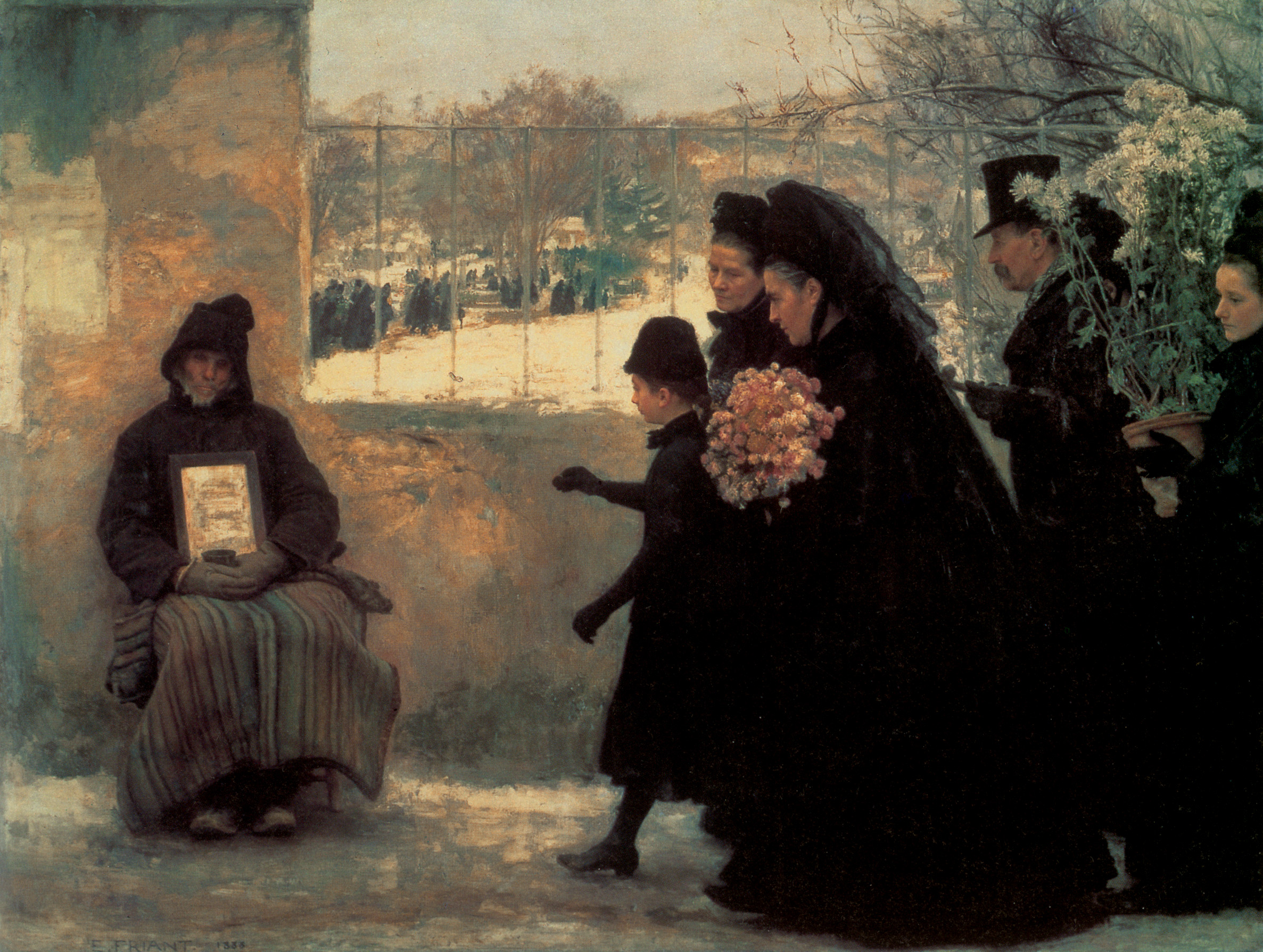
Émile Friant (1863-1932)
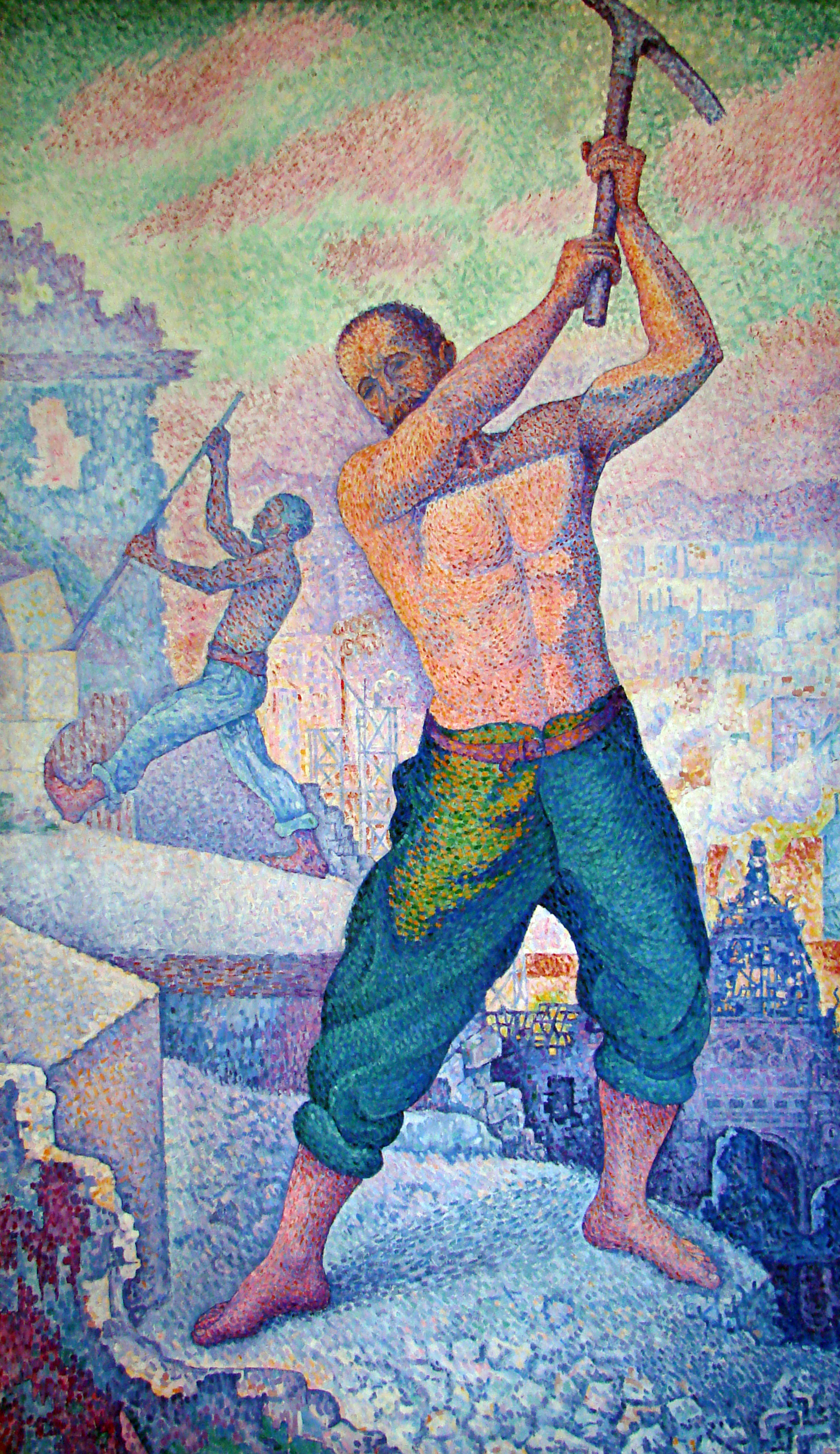
Paul Signac (1863-1935)
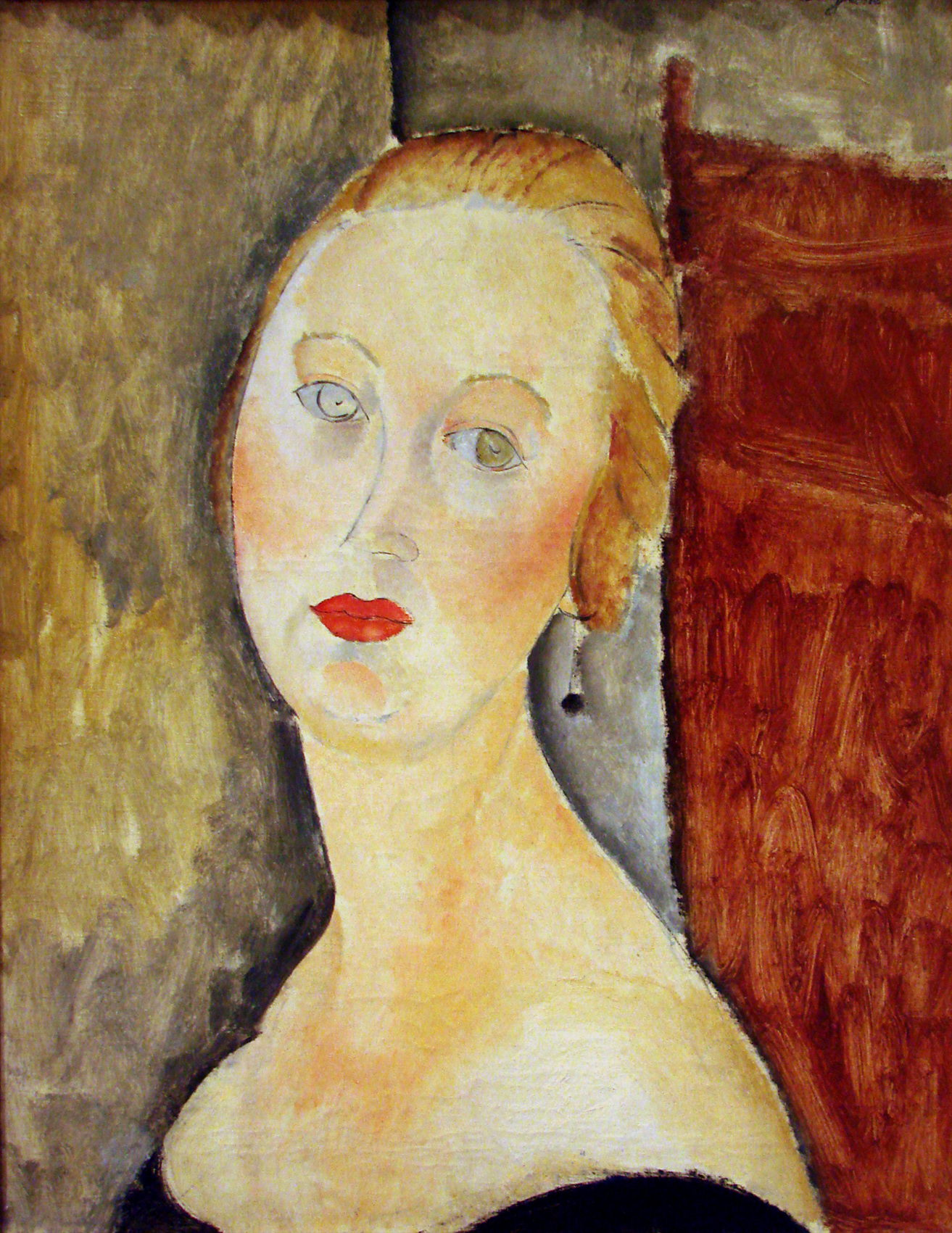
Amedeo Modigliani (1884-1920)